# Reserva índia Twenty-Nine Palms
La reserva índia Twenty-Nine Palms és la reserva de la banda Twenty-Nine Palms d'indis de Missió de Califòrnia una tribu reconeguda federalment d'indis de Missió, situada vora les ciutats d'Indio i Coachella, al comtat de Riverside, amb una parat de la terra de la reserva a la ciutat de Twentynine Palms, al comtat de San Bernardino (Califòrnia). Mentre que molts acadèmics consideren la tribu com a luiseño, la tribu mateix s'identifica com a chemehuevi.

## Reserva
La reserva Twenty-Nine Palms (33° 42′ 38″ N, 116° 11′ 12″ O / 33.71056°N,116.18667°O) ocupa 402 acres (1,63 km²) als comtats de Riverside i San Bernardino i fou establida en 1895. L'àrea fou colonitzada en 1867 per una banda de chemehuevis, els descendents dels quals formaren la banda Twenty-Nine Palms. La reserva consisteix en dues seccions separades geogràficament, amb una part a Indio i l'altra a Twenty-Nine Palms en 34° 07′ 02″ N, 116° 03′ 00″ O / 34.11722°N,116.05000°O.
La més gran reserva índia de Cabazon es troba adjacent a la secció principal de la reserva, sobretot al sud i sud-est, però que l'envolta en totes les direccions excepte la seva frontera oriental. La reserva principal es troba en part a l'àrea de servei de l'oficina de correus Indio (codi postal 9220) i en part en el de l'oficina de correus de Coachella (codi postal 92236), encara que no és part de cap de les ciutats.

## Govern i programes
La seu de la tribu es troba a Coachella, i el seu cap actual és Darrell Mike.
En 1997 la tribu va establir la 29 Palms Band of Mission Indians Tribal Environmental Protection Agency, en col·laboració amb l'Agència de Protecció Mediambiental dels Estats Units. L'EPA de la tribu gestiona tots els programes de protecció mediambiental en llur seva reserva, inclosa la millora de la qualitat de l'aigua.
En 1995 la banda Twenty-Nine Palms va crear el Casino Spotlight 29 a Coachella.